# Joseph Booth (organmistrz)

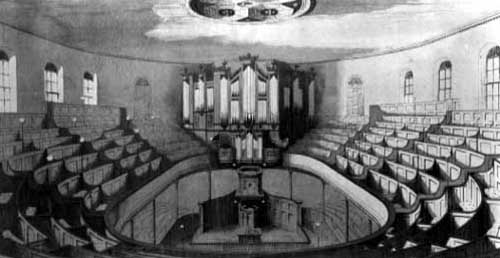
Organy Booth’a w kaplicy Metodystów w Leeds

Joseph Booth (ur. 1769, zm. 1832) – brytyjski organmistrz, wynalazca traktury pneumatycznej.
W 1796 założył warsztat organowy „Booth Organs” („Booth of Wakefield”), prowadzony po jego śmierci, do 1893, przez synów – Francisa, a później Henry’ego. Firma wybudowała i wyremontowała około 200 instrumentów na terenie Wysp Brytyjskich i na Karaibach.
Budując duże i rozczłonowane organy borykał się z problemem przeniesienia napędu na duże odległości, za pomocą dostępnych wówczas rozwiązań konstrukcyjnych bazujących na trakturze mechanicznej – za pośrednictwem szeregu dźwigni, przekładni i cięgieł. W organach kościoła Metodystów w Great Ellingham wprowadził urządzenie pneumatyczne przypominające niekompletną dźwignię Barkera (nazwane później „Booth’s Puff”), współpracujące z trakturą pneumatyczną, w której dyspozycje wydawane za pomocą klawiatury przekazywane były do wiatrownic za pomocą ołowianych przewodów (rurek). Wynalazku nigdy nie opatentował. Kompletny system wprowadził po raz pierwszy w 1827, w nieistniejącym już kościele w Attercliffe, dzielnicy Sheffield; później, w 1828 w kościele Metodystów w Leeds.

## Wynalazki
- traktura pneumatyczna – urządzenia, wykorzystujące przewody i zawory pneumatyczne oraz membrany, za pośrednictwem których organista steruje wiatrownicami.

## Dzieła
Niektóre organy piszczałkowe zbudowane przez Josepha Booth'a:
| Rok  | Miejscowość          | Budynek             | Uwagi |
| ---- | -------------------- | ------------------- | ----- |
| 1796 | Morley (Anglia)      | Kaplica             |       |
| 1810 | Gildersome (Anglia)  | Kościół             |       |
| 1820 | Liversedge (Anglia)  | Kościół Chrystusa   |       |
| 1824 | Wakefield (Anglia)   | Kościół Metodystów  |       |
| 1825 | Attercliffe (Anglia) | Kościół             |       |
| 1825 | Sheffield (Anglia)   | Kościół Unitarian   |       |
| 1825 | Rotherham (Anglia)   | Sala Aldwarke Hall  |       |
| 1828 | Leeds (Anglia)       | Kościół Metodystów  |       |
| 1829 | Batley (Anglia)      | Kościół parafialny  |       |
| 1830 | Harrogate (Anglia)   | Kościół             |       |
| 1832 | Wakefield (Anglia)   | Kaplica             |       |
| 1832 | Wakefield (Anglia)   | Posiadłość prywatna |       |
| 1832 | Masham (Anglia)      | Kościół             |       |
| 1832 | Cleckheaton (Anglia) | Kościół św. Jana    |       |